# Rabštejn nad Střelou
Rabštejn nad Střelou (německy Rabenstein an der Schnella) je část města Manětín v okrese Plzeň-sever v Plzeňském kraji. Leží přibližně sedm kilometrů severovýchodně od Manětína. Jedná se o bývalé historické město, které leží na řece Střele asi třicet kilometrů severně od Plzně. Většina městské zástavby leží nad pravým břehem řeky, na ostrohu ohraničeném strmými svahy na jihu a severu. Nachází se uprostřed přírodního parku Horní Střela.
Území Rabštejna sousedí na severovýchodě s Novým Dvorem, na jihu s Kotančí, na jihozápadě se Stvolny, na severozápadě s Močidlcem a na severu s Jablonnou.

## Název
Název města souvisí pravděpodobně s jeho polohou a podle pověsti o havranovi a nalezeném prstenu je odvozen od bájného vzniku města na skále. Slovo Rabenstein v překladu znamená havraní kámen.

## Historie

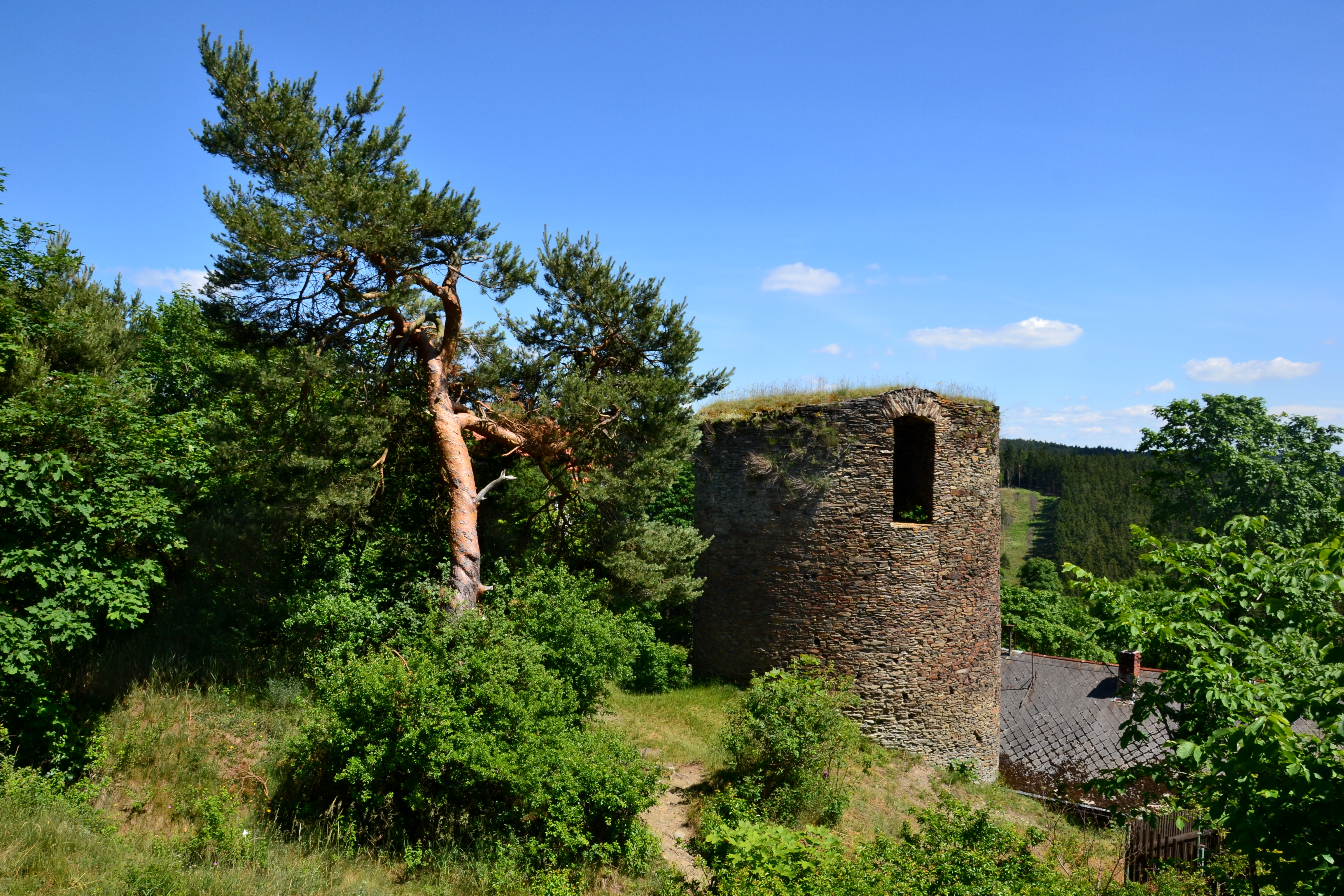
Věž hradu Sychrov

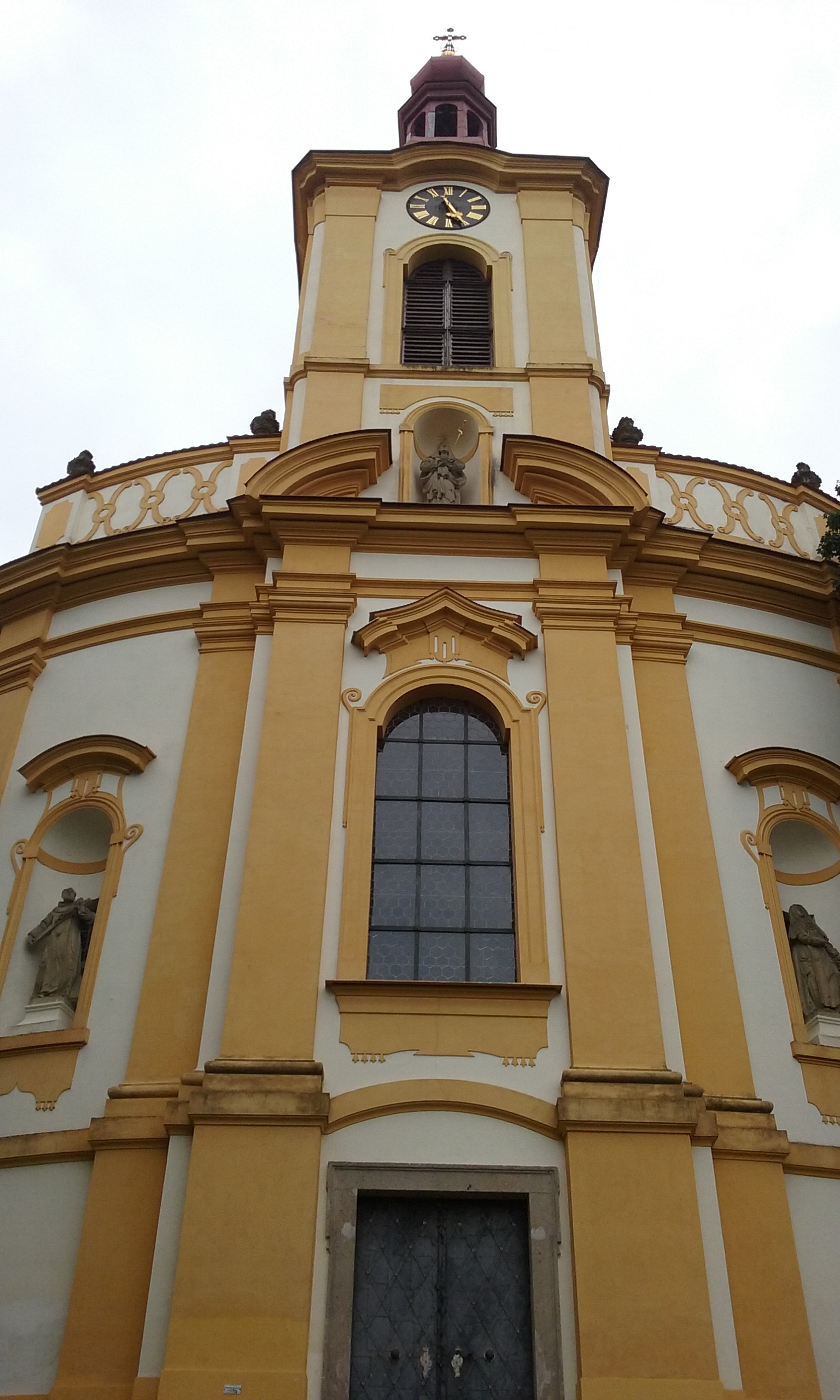
Průčelí kostela Panny Marie Sedmibolestné z dílny Anselma Luraga

První písemná zmínka o hradu Rabštejnu pochází z roku 1269, kdy byl ve vlastnictví rodu Milhosticů. Po roce 1321 koupil rabštejnský statek Oldřich Pluh, předek významného rodu Pluhů z Rabštejna. Oldřich byl královským podkomořím a stal se oblíbencem krále Jana Lucemburského. Přestavěl zpustlý hrad na významné šlechtické sídlo a v sousedství založil opevněné město, kterému vymohl 21. září 1337 pražské městské právo.
V držení rodu Pluhů Rabštejn dlouho nezůstal, neboť Oldřichovi synové byli nuceni roku 1357 město a hrad prodat za 3 000 kop míšeňských grošů císaři Karlu IV., který si byl vědom strategické polohy hradu a města na obchodní cestě z Prahy do Chebu a dále do Bavorska, a chtěl je mít ve svém majetku. Tak se stal Rabštejn královským zbožím, které spravoval purkrabí. Císař zde často pobýval a výnosy z něho daroval roku 1370 své manželce Elišce Pomořanské. Zároveň Karel IV. udělil v roce 1375 městu právo vybírat clo na zmíněné obchodní cestě. Roku 1397 postoupil Karlův syn Václav IV. hrad Benešovi Čertovi z Hořovic jako zástavu za 1 600 kop pražských grošů.
V roce 1419 se Rabštejna zmocnil Jindřich Plavenský, pán na Kynžvartě, Bečově a Bochově. Kdy Rabštejn ztratil, není známo. Hrad získali synové Beneše Čerta, ale již v roce 1428 se jako jeho držitelé uvádějí bratři Bušek a Jan Calta z Kamenné Hory. Na jejich žádost obnovil městu král Jiří z Poděbrad roku 1461 právo na clo a nařídil kupcům procházet Rabštejnem pod trestem zabavení zboží. Když Bušek Calta roku 1433 zemřel, stal se poručníkem jeho nezletilého syna Jana Burian I. z Gutštejna. Buškův syn Jan zemřel v roce 1464 a majetku se protiprávně zmocnil poručník jeho nezletilých dcer Burianův syn Burian II. z Gutštejna. Spor o správu Rabštejna byl také jednou z příčin, proč se Burian stal nepřítelem krále Jiřího z Poděbrad a členem jednoty zelenohorské. Vlastnil jedenáct panství a pro svůj majetek byl přezdíván Burian Bohatý. V těsné blízkosti hradu dal roku 1483 vystavět klášter bosých karmelitánů, který byl však při bouři nekatolických rabštejnských měšťanů v roce 1532 vybit a spálen.
Po Burianově smrti roku 1494 Rabštejn ještě vlastnili jeho potomci. Syn Kryštof byl ovšem pro své spory se Šliky a jiné výtržnosti předvolán k zemskému soudu. Tam se nedostavil, a proto byl odsouzen ke ztrátě hrdla, cti a majetku. V roce 1509 byla proti němu podniknuta pod vedením krále Vladislava II. vojenská výprava. Kryštof se zalekl a žádal krále o milost. Za trest musel králi vydat statky Točník, Žebrák, Příbram a Rabštejn. Z tohoto období je v historii rovněž známý jeden z prvních českých humanistů Jan z Rabštejna.
Král Vladislav II. držel Rabštejn devět let a udělil městu další privilegia: právo týdenního a výročního trhu a červenou pečeť. Prvně jsou také zmiňovány zdejší břidlicové lomy, když měšťané dostali od krále horu na lámání břidlice, která byla použita mimo jiné při stavbě a opravách pražského chrámu svatého Víta, Prašné brány a Karlštejna a vyvážela se i do ciziny.
Vladislavův syn Ludvík Rabštejn roku 1518 zastavil Šlikům. Sídlil zde Lorenc Šlik, který sešlý hrad opravil a po požáru v roce 1532 tu postavil nové hradní stavení. Později však musel pro dluhy postoupit hrad svému bratrovi Jeronýmovi, který se zúčastnil povstání proti Ferdinandovi I. v roce 1547. Byl proto odsouzen ke ztrátě Lokte a odstěhoval se na Rabštejn. Ke svému statku přikoupil ještě nedaleký Manětín. Po Jeronýmově smrti roku 1566 zdědil Rabštejn syn Jáchym. Rabštejnské zboží však bylo stále majetkem krále a Šlikové ho měli pouze v zástavě. Jáchym sice usiloval o jeho dědičné získání, ale nepodařilo se mu to.

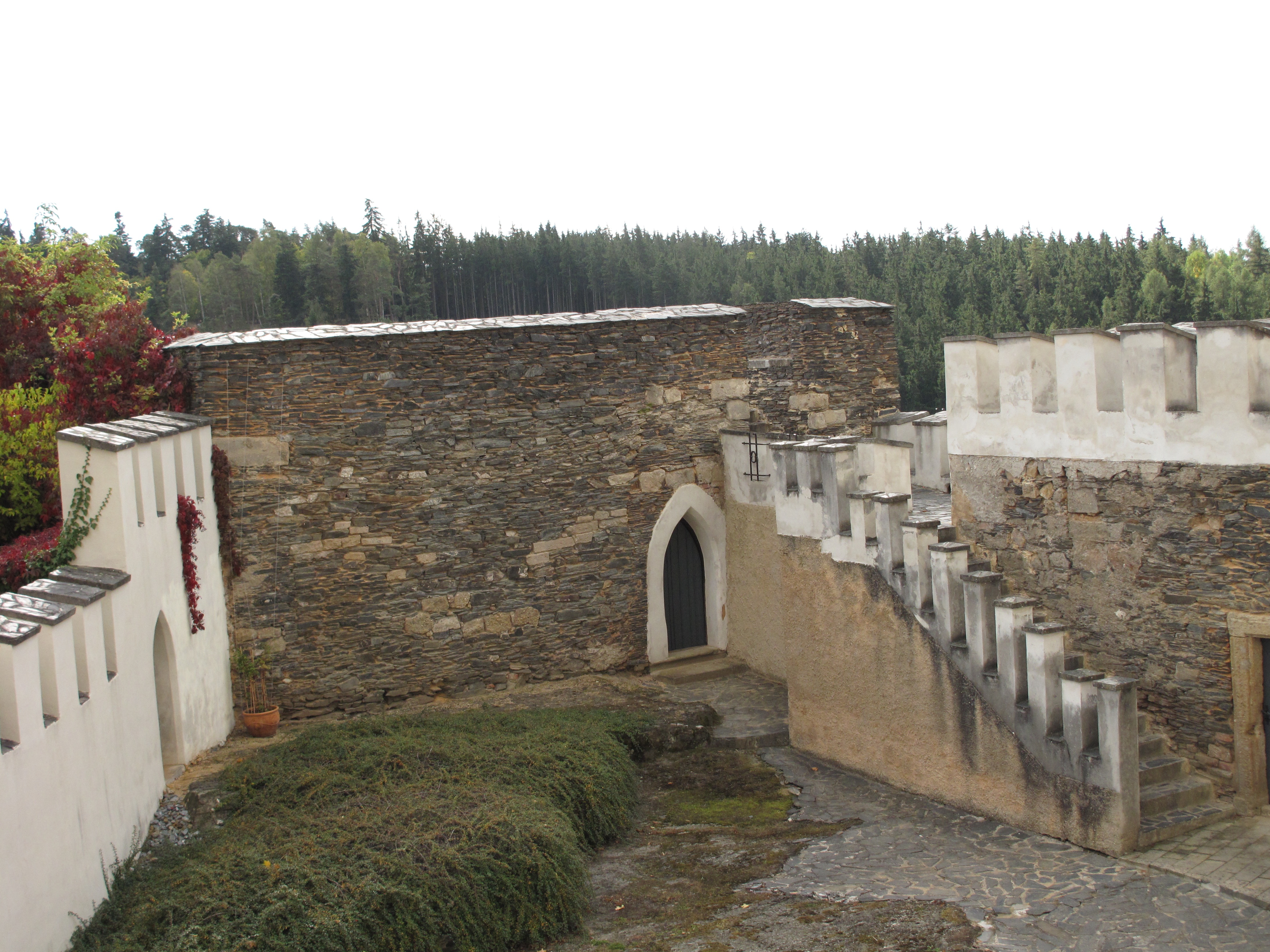
Původní gotická část současného zámku

Od roku 1564 drželi Rabštejn Švamberkové, ale v roce 1574 jej postoupili Šebestiánu Šlikovi. Výměnou s císařem Rudolfem II. získal Šebestián roku 1577 místo Rabštejna Bečov. Již po roce 1578 však Rudolf II. se svolením stavů prodal zdejší zboží Jaroslavu Libštejnskému z Kolovrat a Jiříku Kokořovcovi na Šťáhlavech a na Žluticích. Tak se Rabštejn stal opět svobodným zbožím.
Od roku 1584 byl Rabštejn zcela v držení Libštejnských. Po Jaroslavovi tu od roku 1595 vládl syn Jáchym. Když se ujímal svého dědictví, byl v zápisu uveden i popis hradu; měl sklepy, pokoje podzemní i nadzemní, obydlí hejtmana a kuchyně; mlékárna, konírna a zahrádka byly před hradem. Jáchym z Libštejna byl smutnou postavou pobělohorských dějin. Odmítl se vzdát protestantské víry, pro účast na stavovském povstání přišel o třetinu majetku včetně Rabštejna a neměl klid ani po své smrti v roce 1635. Farář z Valče nepovolil pohřbít kacíře do kostela sv. Matouše u rabštejnského zámku, a tak „mrtvola hnila v kostele několik měsíců.“ Až odvážnější farář z nedalekého Manětína poskytl nebožtíkovi poslední službu. Valečský farář jej za to žaloval a spor se dostal až před pražského arcibiskupa. Ten nakonec pohřeb schválil jako akt křesťanské povinnosti.

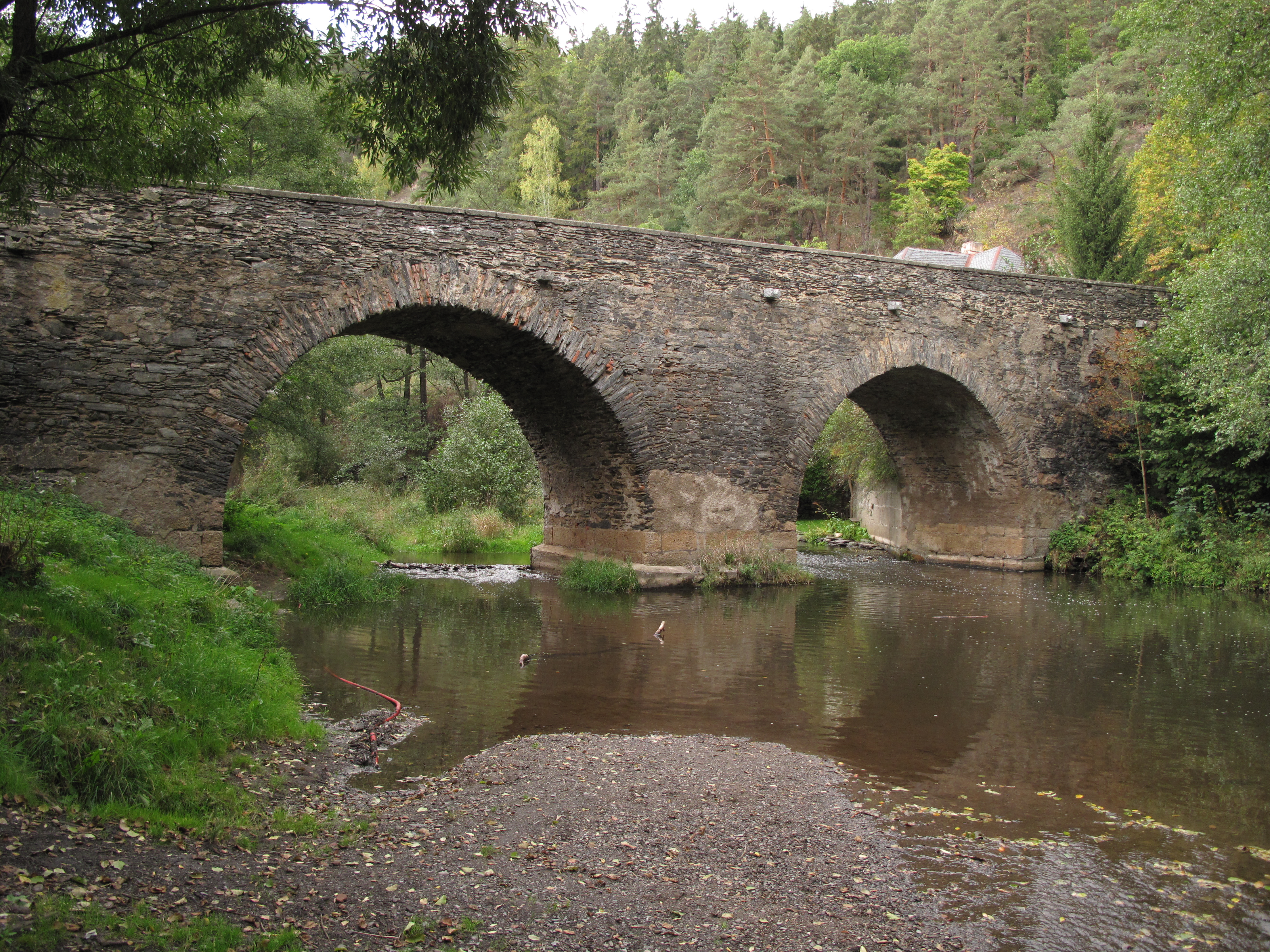
Kamenný most

Mezitím se krátce stal majitelem i Albrecht z Valdštejna, ale po jeho smrti připadl opět královské komoře. Od roku 1638 vlastnil Rabštejn Leonard Helfried z Meggau. V té době ve městě získal převahu německý živel a také se zde usadily první tři židovské rodiny. K panství tehdy patřilo město a 12 vesnic: Stvolny, Močidlec, Novosedly, Vysočany, Kotaneč, Hluboká, Chrášťovice, Odlezly, Potvorov, Luby, Tis a Hrádek. Velmi těžce Rabštejn zasáhla třicetiletá válka. V roce 1653 se zde připomíná pouze dvanáct domů obydlených a čtrnáct spálených.
Vnučky Leonarda Helfrieda Rabštejn v roce 1665 prodaly hraběti Janu Šebestiánovi z Pöttingu. Pöttingové se zasloužili o opětovný vzestup městečka. Pravděpodobně na místě původního zpustlého konventu karmelitánů založili klášter servitů, u městských hradeb vyrostla loretánská kaple a dřevěný městský špitál a nejpozději v roce 1672 byl vybudován barokní hospodářský dvůr Vranov a vysázena lipová Vranovská alej. Na části hradní ostrožny dal roku 1705 Janův syn František Karel postavit barokní zámek, neboť starý hrad byl již sešlý.
František Karel z Pöttingu prodal v roce 1714 Rabštejn za 216 000 zlatých Františku Josefu Černínovi z Chudenic. Po jeho smrti koupila panství roku 1733 Anna Barbora Krakovská z Kolovrat, rozená Michnová z Vacínova. Od ní jej v roce 1748 získal Maxmilián Václav Lažanský z Bukové, jenž držel i nedaleký Manětín.

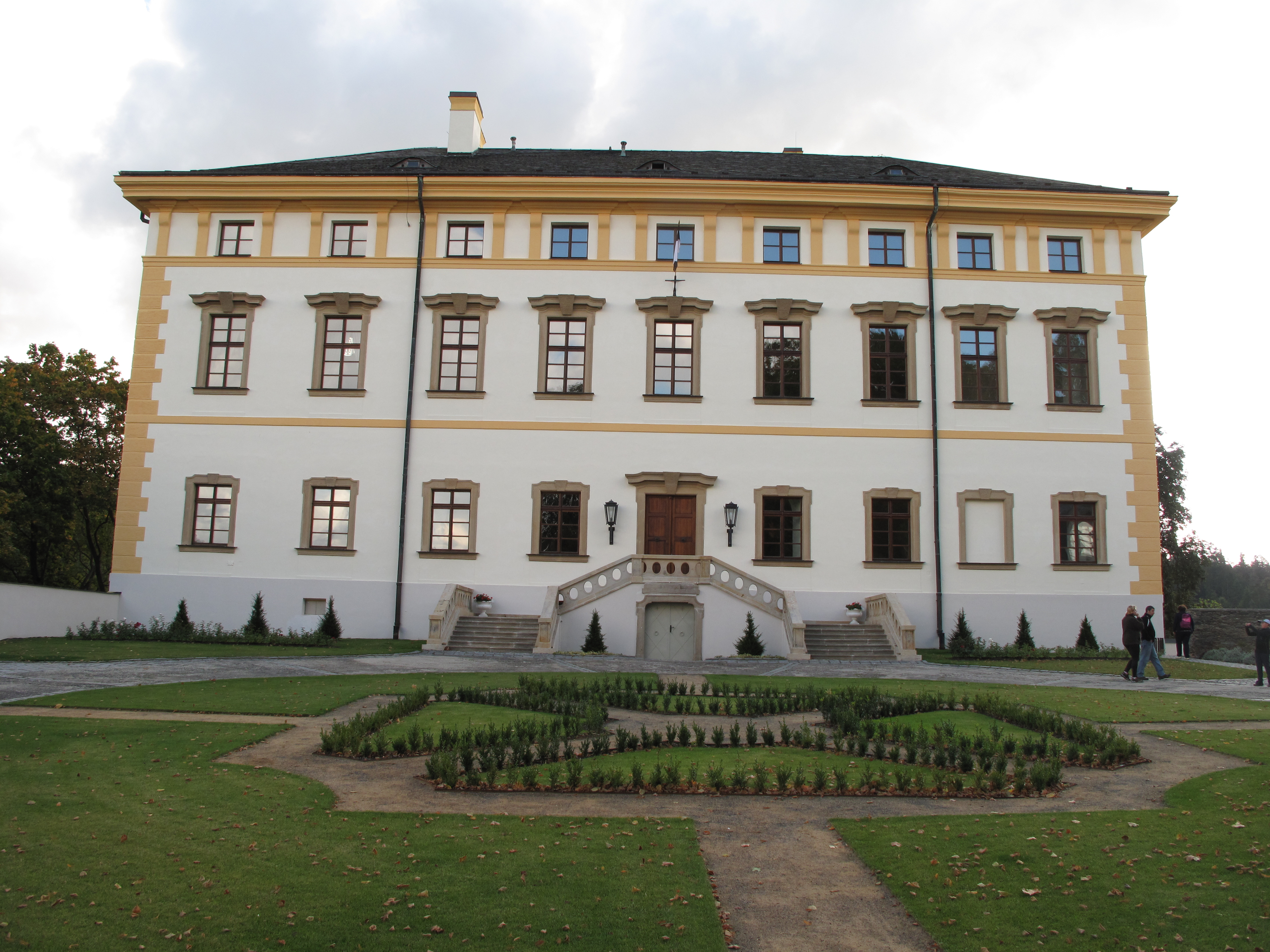
Zámek

Lažanští přeměnili své hlavní sídlo Manětín množstvím monumentálních sochařských děl v perlu českého baroka a ve stejném stylu zkrášlili i tvář Rabštejna. Na jižní straně zámeckého areálu byl také v letech 1766–1767 podle návrhu architekta Anselma Luraga postaven kostel Panny Marie Sedmibolestné. Nový kostel se stal po zrušení kláštera servitů v roce 1767 farním a původní farní kostel svatého Matouše, který stával mezi dnešním kostelem a zámkem, byl roku 1787 zbořen.
Význam Rabštejna však postupně klesal. Vzdálenost od centra panství i stísněný sídelní prostor bránily rozvoji průmyslu i zástavby. Obyvatelstvo se živilo nevýnosným zemědělstvím a řemesly, mezi nimiž vyniklo zvláště tkalcovství. Roku 1836 zde bylo na 20 stavů. Kromě běžných řemesel zde byly i dvě dílny na malování hracích karet. V roce 1844 byl hřbitov přemístěn od zámku na svah pod klášterem. Roku 1910 po krátkém období rozkvětu za sládka Hlaváčka ukončil provoz hraběcí pivovar. Rabštejn se tak proměňoval z někdejšího hospodářského a správního centra ve vyhledávané letovisko.
Vzhledem k převaze německého obyvatelstva se město stalo v roce 1938 součástí Sudet a musela odejít část místní české menšiny. Spolu s ní Rabštejn opustily i poslední dvě židovské rodiny a zakončily tak téměř 300 let dlouhou historii místní židovské komunity. Válečné operace se vzhledu městečka příliš nedotkly, ale výrazně ovlivnily život jeho obyvatel. Ještě před koncem druhé světové války v roce 1945 bylo navíc v blízkém okolí Rabštejna německými vojáky zastřeleno několik válečných zajatců. Poslední šlechtickou majitelkou zámku byla až do roku 1945 Terezie Seilern-Aspang, rozená Lažanská.
Konec války přinesl vysídlení německých obyvatel v říjnu 1946 a Rabštejn již nebyl plně dosídlen. Malebnost města předurčila jeho postupnou přeměnu v rekreační sídlo, část neobydlených domů byla zbořena. Rabštejn se nadále vylidňoval a ztratil tak i svou samostatnost, když se 1. července 1980 stal součástí města Manětína. Postupně zde také zanikly téměř všechny služby. Pošta je uzavřena od roku 1998, obchod byl zrušen v roce 2003, zanikly také penziony v zámku i klášteře.
Vznikly dvě restaurace a tři ubytovací zařízení s provozem od jara do podzimu, na náměstí je v provozu muzeum a také infocentrum s kavárnou v bývalé četnické stanici, v letní turistické sezóně je zpřístupněn zámek. V září 2011 se po mnoha desetiletích konala mariánská pouť, na kterou navázala historická slavnost Rabštejnské historické pluhování připomínající výročí udělení městských práv. Došlo také ke zpřístupnění kostela a loretánské kaple.
Město je oblíbenou lokací českých i zahraničních filmařů. Byly zde natáčeny například filmy Cesta z města, Cesta do lesa, Cesta domů, Šťastný smolař, Svatojánský věneček a Božena. Kamenný most v Rabštejně se také v roce 2011 stal dějištěm remixu klipu Personal Jesus skupiny Depeche Mode.

## Přírodní poměry
Město leží uprostřed přírodního parku Horní Střela a přímo na jeho území se rozkládá také přírodní rezervace Střela. Území města je součástí Manětínské oblasti tmavé oblohy. Vedle silnice u Nučického mlýna roste památná Nučická lípa.

## Obyvatelstvo
Při sčítání lidu v roce 1921 zde žilo 432 obyvatel (z toho 205 mužů), z nichž bylo 98 Čechoslováků, 330 Němců, jeden Žid a tři cizinci. Výrazně převažovala římskokatolická většina, ale jedenáct lidí bylo evangelíky, tři židy a jeden byl bez vyznání. Podle sčítání lidu z roku 1930 měla vesnice 344 obyvatel: 77 Čechoslováků a 267 Němců. Deset jich bylo evangelíky, dva židy, čtyři bez vyznání a ostatní se hlásili k římskokatolické církvi.
| Rok            | 1850 | 1869 | 1880 | 1890 | 1900 | 1910 | 1921 | 1930 | 1950 | 1961 | 1970 | 1980 | 1991 | 2001 | 2011 | 2021 |
| -------------- | ---- | ---- | ---- | ---- | ---- | ---- | ---- | ---- | ---- | ---- | ---- | ---- | ---- | ---- | ---- | ---- |
| Počet obyvatel | 563  | 514  | 514  | 536  | 493  | 426  | 432  | 344  | 77   | 119  | 98   | 38   | 26   | 26   | 25   | 25   |
| Počet domů     |      | 86   | 87   | 92   | 95   | 87   | 90   | 90   | 60   | 37   | 27   | 19   | 15   | 41   | 49   | 43   |

## Obecní správa

### Správní příslušnost
- 1850 země česká, Plzeňský kraj, politický okres Kralovice, soudní okres Manětín [11]
- 1939 říšská župa Sudety, vládní obvod Cheb, venkovský okres Žlutice
- 1945 země česká, správní okres Kralovice, soudní okres Manětín
- 1949 Plzeňský kraj, okres Plasy
- 1960 Západočeský kraj, okres Plzeň-sever
- k 1. červenci 1980 Západočeský kraj, okres Plzeň-sever, obec Manětín
- 2000 Plzeňský kraj, okres Plzeň-sever, město Manětín
- 2003 Plzeňský kraj, okres Plzeň-sever, ORP Kralovice, POÚ Manětín, město Manětín

V letech 1961–1980 k městu patřil Kotaneč.

### Znak a vlajka

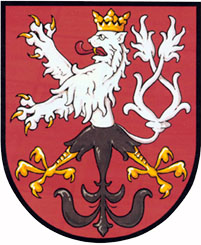
Historický městský znak

Podoba znaku složená z horní poloviny českého dvouocasého lva a dolní poloviny orlice se nalézá již na nejstarší městské pečeti, která pravděpodobně pochází z první poloviny 15. století. Na této pečeti je lev obrácen vlevo, ale na všech pozdějších pečetích a praporu je lev již obrácen vpravo. Znak podle Jiřího Čarka připomíná znaky přidělené městům (Žebrák, Slavkov u Brna) králem Václavem IV., spojitost však není prokázána, přestože Rabštejn Václavu IV. náležel. Štít je červený, dvouocasý lev stříbrný se zlatou zbrojí, červeným jazykem a korunou na hlavě. Ve spodní polovině je černá orlice se zlatými pařáty.
Vlajka nebyla v historii města používána, na žádost místního spolku Postřelí podobu vlajky vycházející z historického městského znaku v roce 2016 navrhl heraldik Arnošt Drozd.

## Doprava

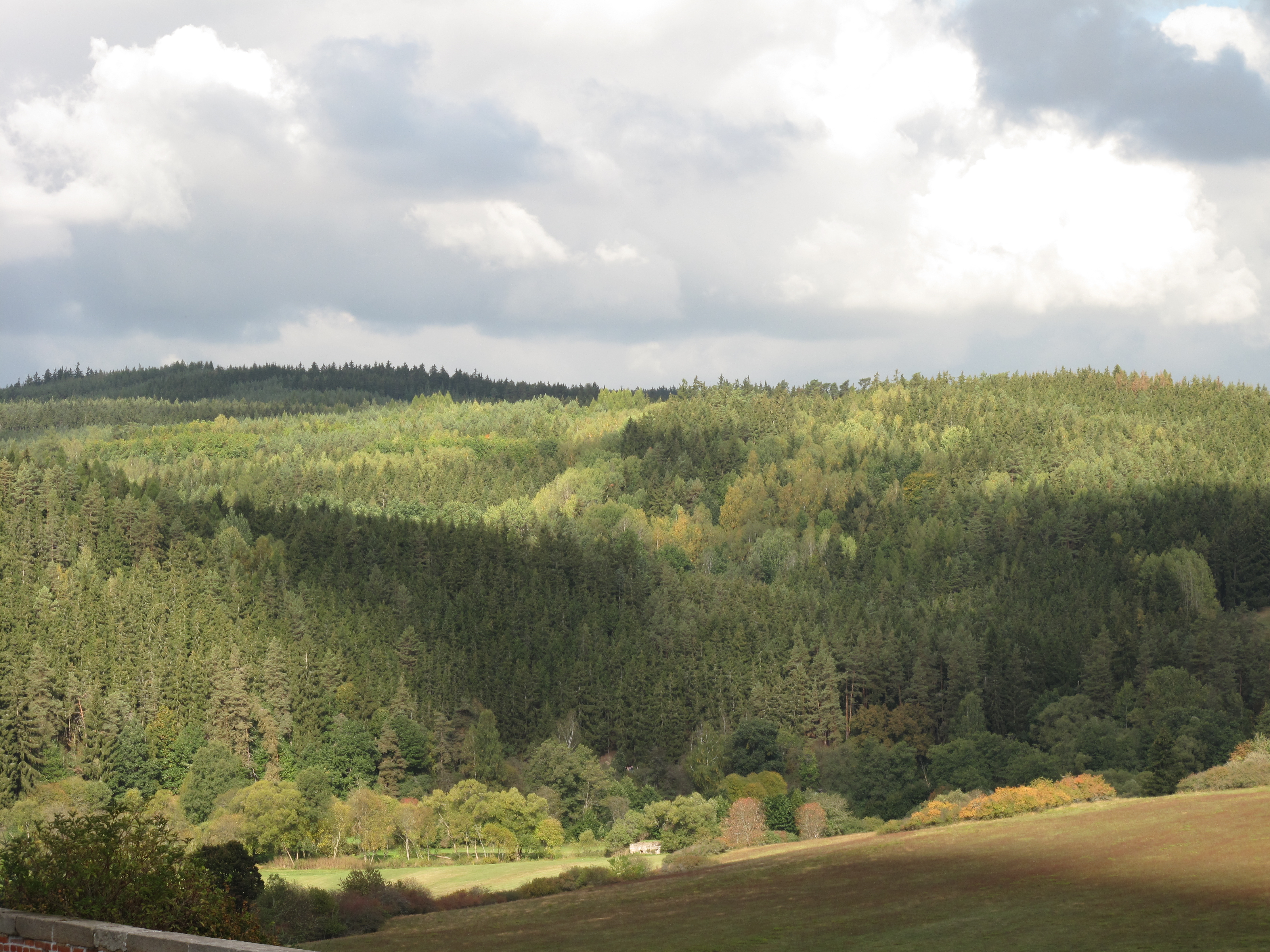
Hluboké lesy v okolí

Městem prochází silnice II/206 a přes řeku vede historický kamenný most. Městem neprochází žádná železniční trať, nejbližší a pro obsluhu Rabštejna nejvýznamnější nádraží leží v šest kilometrů vzdálené Žihli. Další významná stanice Chyše je vzdálená deset kilometrů. Do prosince 2010 byl Rabštejn obsluhován pouze třemi páry autobusových spojů vedených v pracovních dnech na lince 790 Kralovice – Mladotice – Manětín – Rabštejn nad Střelou. Od 12. prosince 2010 se podařilo dosáhnout zavedení celotýdenního provozu na nové autobusové lince 181 Kralovice – Žihle – Rabštejn nad Střelou – Manětín, která město spojovala se žihelským nádražím i okolními památkami v Manětíně, Potvorově a Mariánské Týnici. Toto nové autobusové spojení však bylo dne 9. ledna 2011 zrušeno a Rabštejn nad Střelou byl opět obsluhován obnovenou linkou 790 Kralovice – Mladotice – Manětín – Rabštejn nad Střelou se čtyřmi páry spojů vedenými pouze v pracovních dnech. Sobotní a nedělní spoje autobusové linky 181 jsou alespoň v červenci a srpnu opět provozovány v relaci Kralovice – Žihle – Rabštejn nad Střelou – Manětín a v Žihli navazují na vlaky Plzeň – Žihle – Most. Od 14. června 2020 je město obsluhováno autobusovými linkami 354 Kralovice – Mladotice – Manětín – Rabštejn nad Střelou se čtyřmi a později jen třemi páry spojů vedenými poptávkově pouze v pracovních dnech a 355 Kralovice – Žihle – Rabštejn nad Střelou – Manětín se dvěma páry spojů vedenými v červenci a srpnu o sobotách a nedělích. Autobusová zastávka Rabštejn nad Střelou leží v tarifních zónách 024 a 027 Integrované dopravy Plzeňského kraje.

## Pamětihodnosti
Historické jádro Rabštejna nad Střelou bylo pro svůj význam a dochované památky 10. září 1992 prohlášeno městskou památkovou zónou.
- zřícenina rabštejnského hradu ze 14. století přestavěného na barokní zámek (zámek přístupný v návštěvních hodinách v letních měsících)
- klášter servitů s kostelem Panny Marie Sedmibolestné
- zřícenina hradu Sychrova
- loretánská kaple z roku 1671 (přístupná v otevírací době infocentra)
- městské opevnění, zejména zbytky Dolní brány
- řada zděných, roubených a hrázděných historických staveb
- kamenný most přes řeku Střelu zřejmě ze 14. století
- židovský hřbitov z 18. století
- smírčí kříž z roku 1584
- panský pivovar provozovaný do roku 1910
- hospodářský dvůr Vranov a Vranovská alej při silnici do Stvolen
- zříceniny Nučického a Horova mlýna
- řada barokních kapliček a sochařských děl

## Osobnosti
- Oldřich Pluh z Rabštejna (šlechtic, zakladatel města)
- Jan z Rabštejna (šlechtic, kněz a diplomat)
- Prokop z Rabštejna (šlechtic, kancléř a diplomat)
- František Hlaváček (pivovarník)
- Čestmír Lukeš (horolezec)[14][15]
- Břetislav Pojar (výtvarník)
- Miroslav Pechánek (grafik)[16][17]
- Martin Regner (spisovatel)[18]
- Josef Vorel (historik, muzejník a kronikář)[19]
- Tomáš Vorel (režisér)

## Galerie

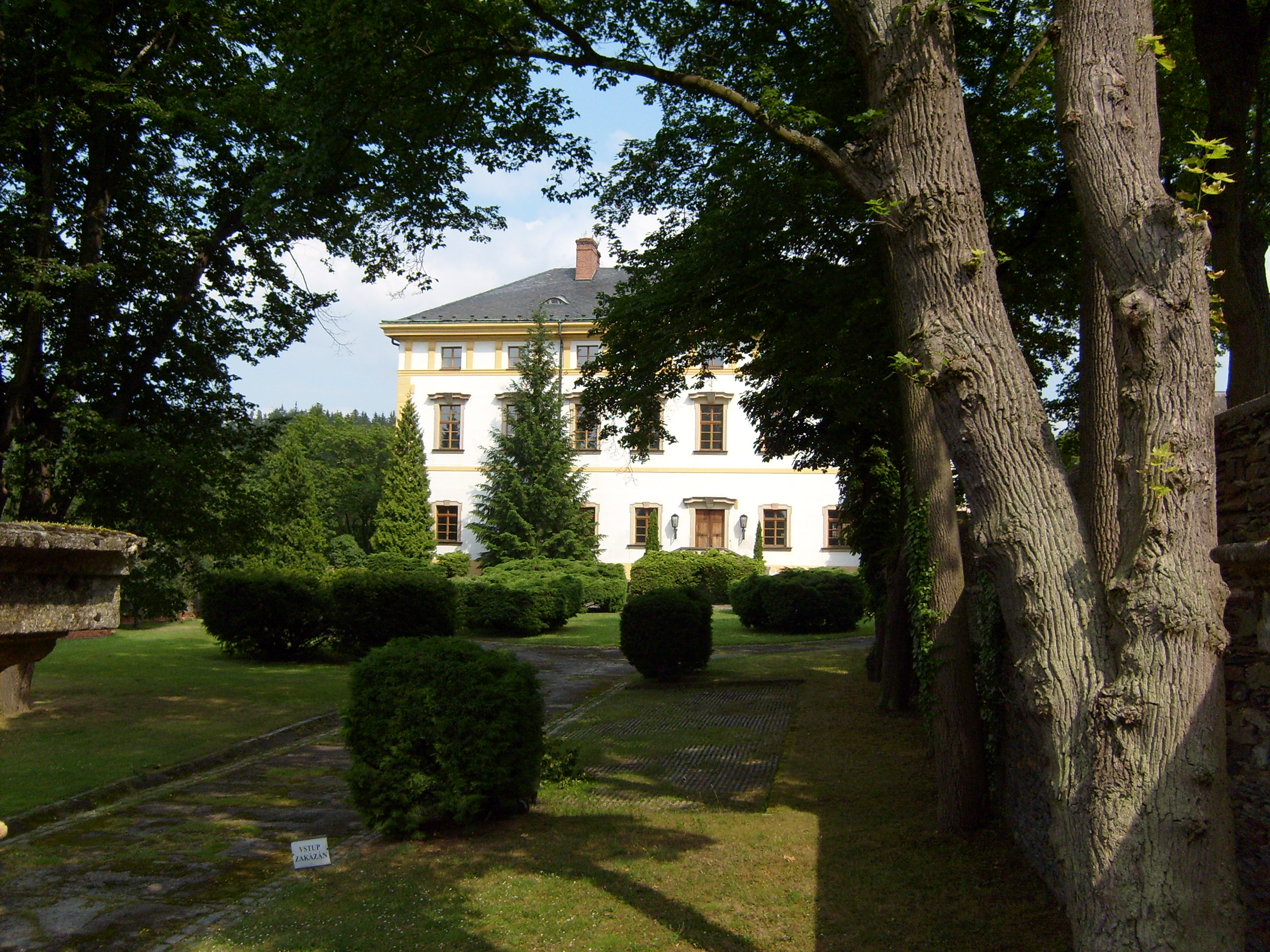
Zámek
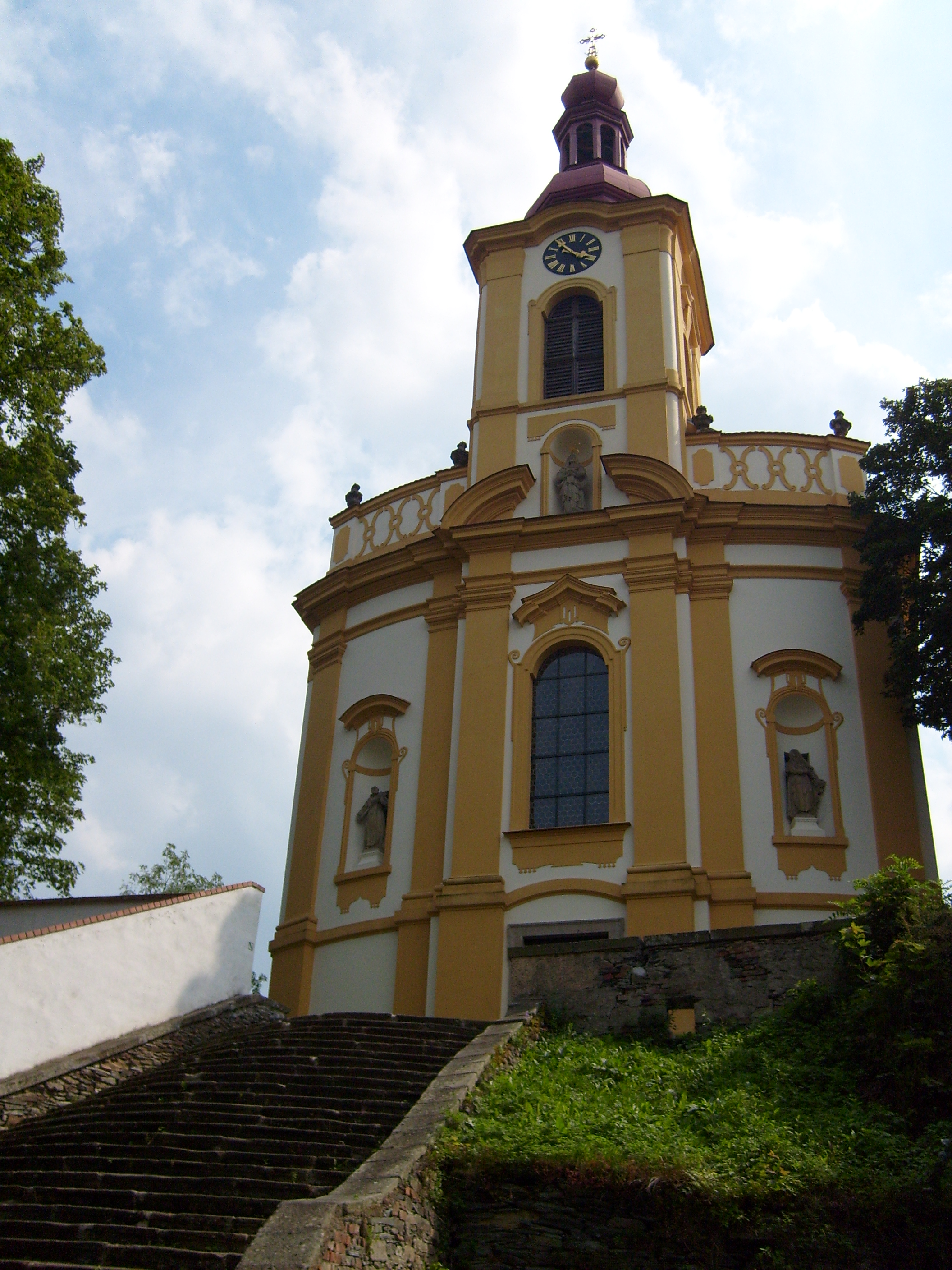
Kostel Panny Marie Sedmibolestné
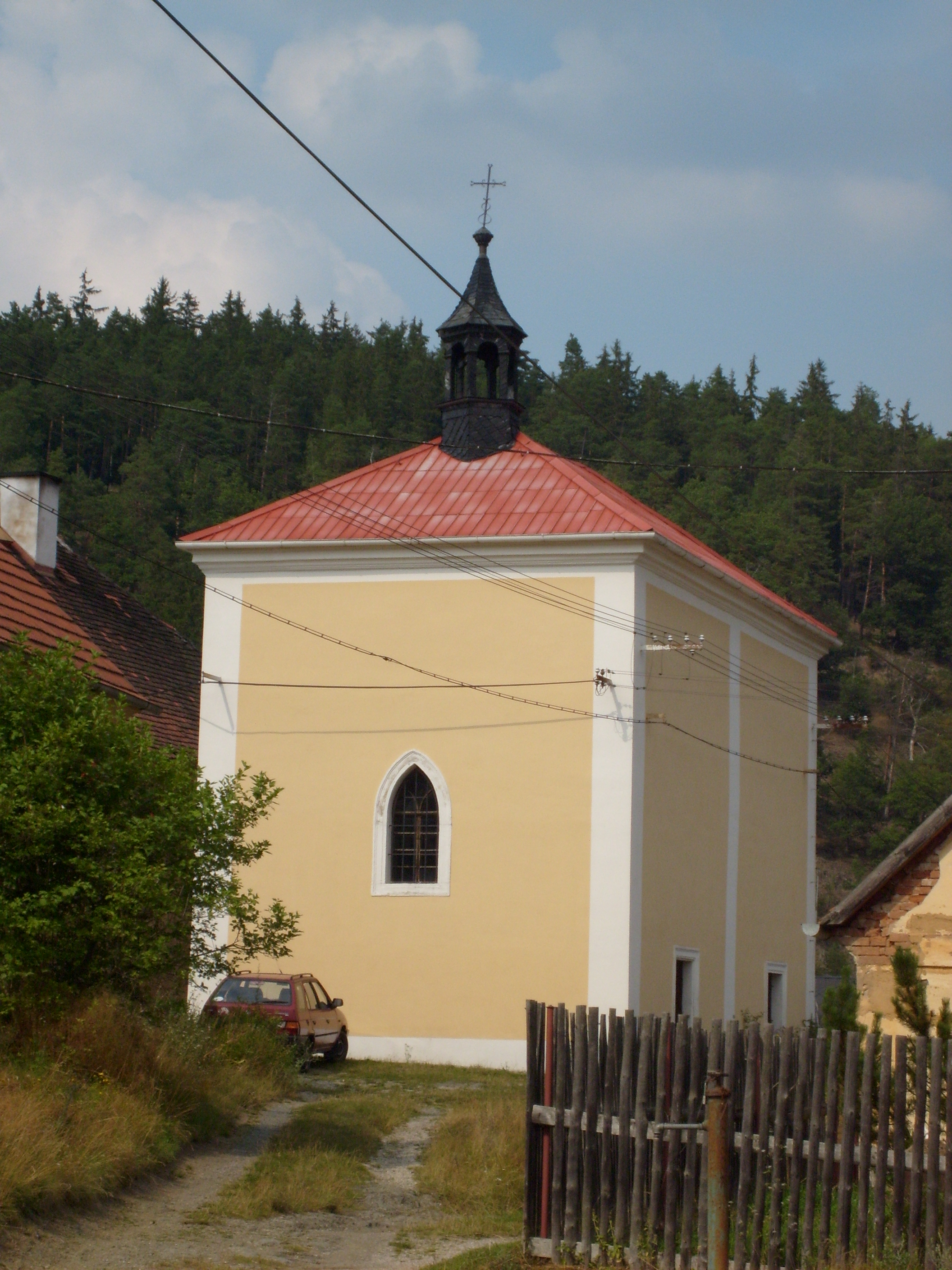
Loretánská kaple
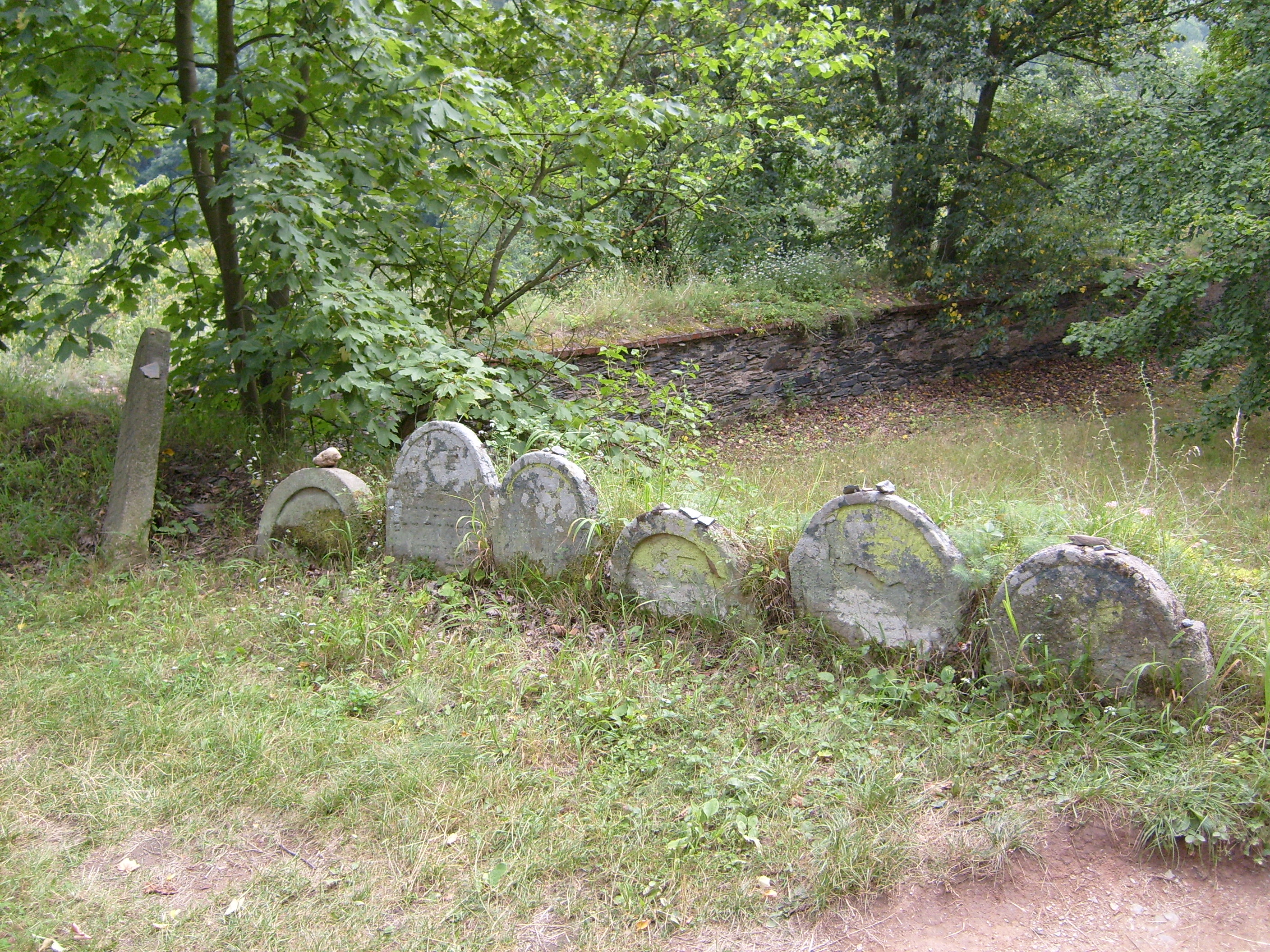
Židovský hřbitov
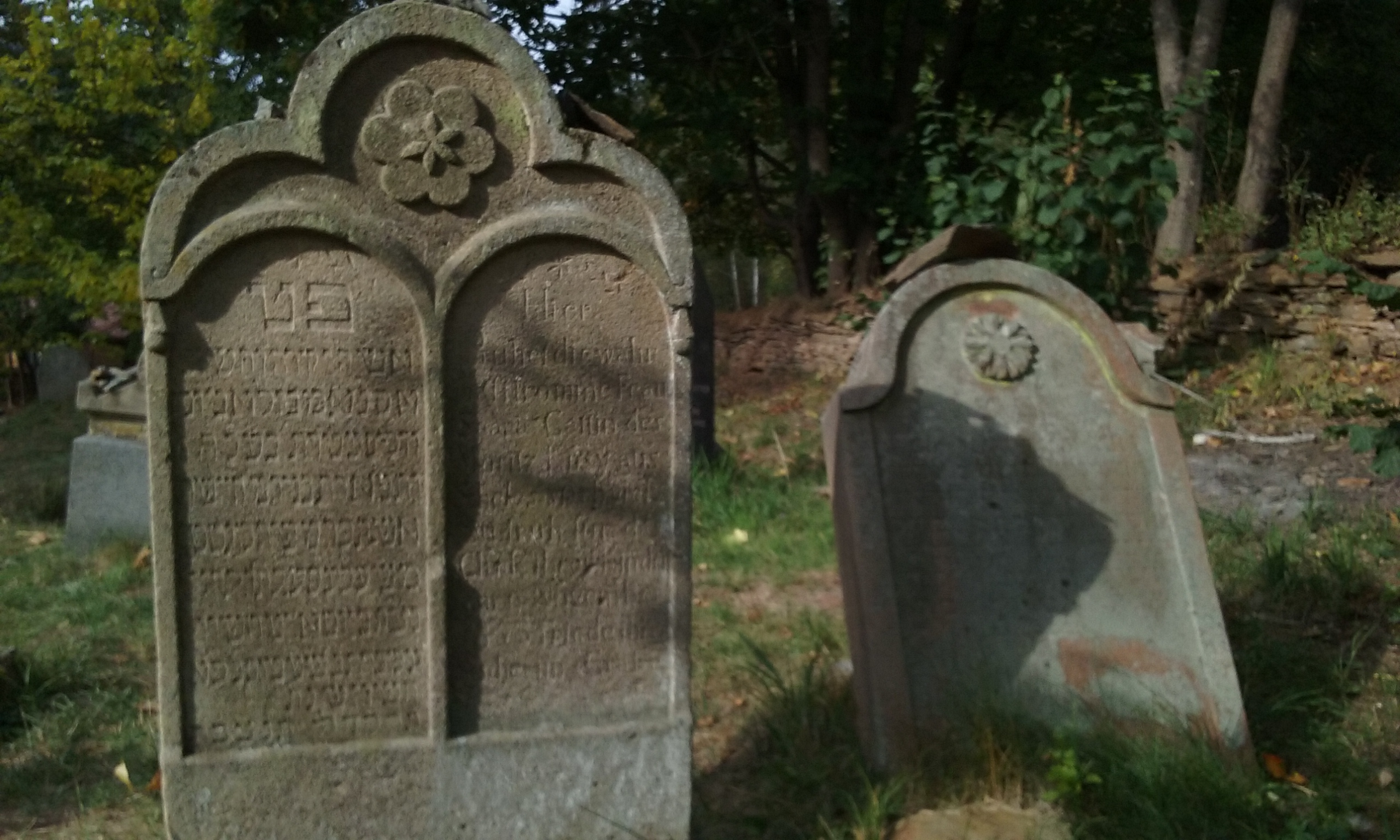
Náhrobky na židovském hřbitově
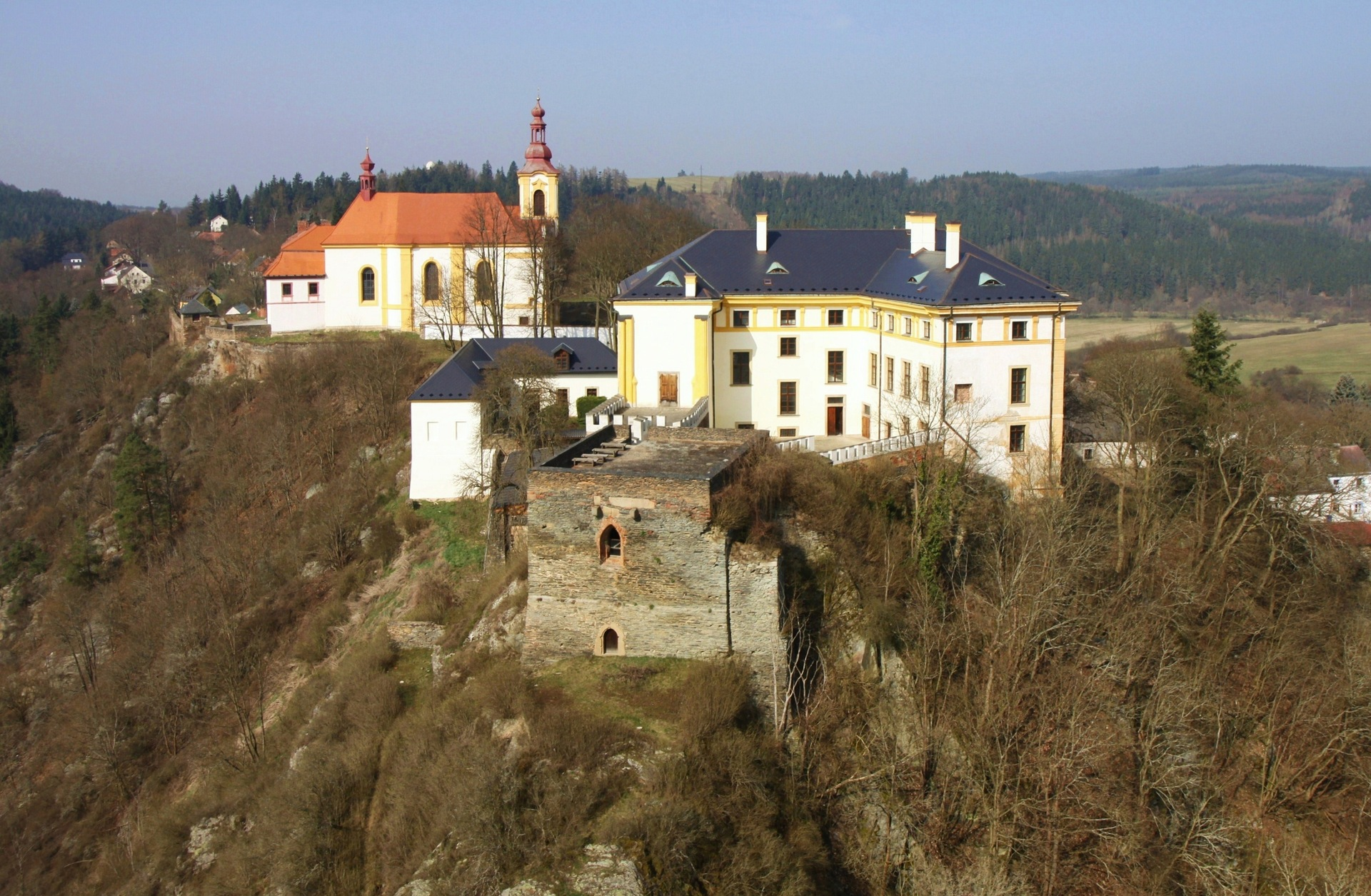
Rabštejnský zámek s kostelem Panny Marie Sedmibolestné
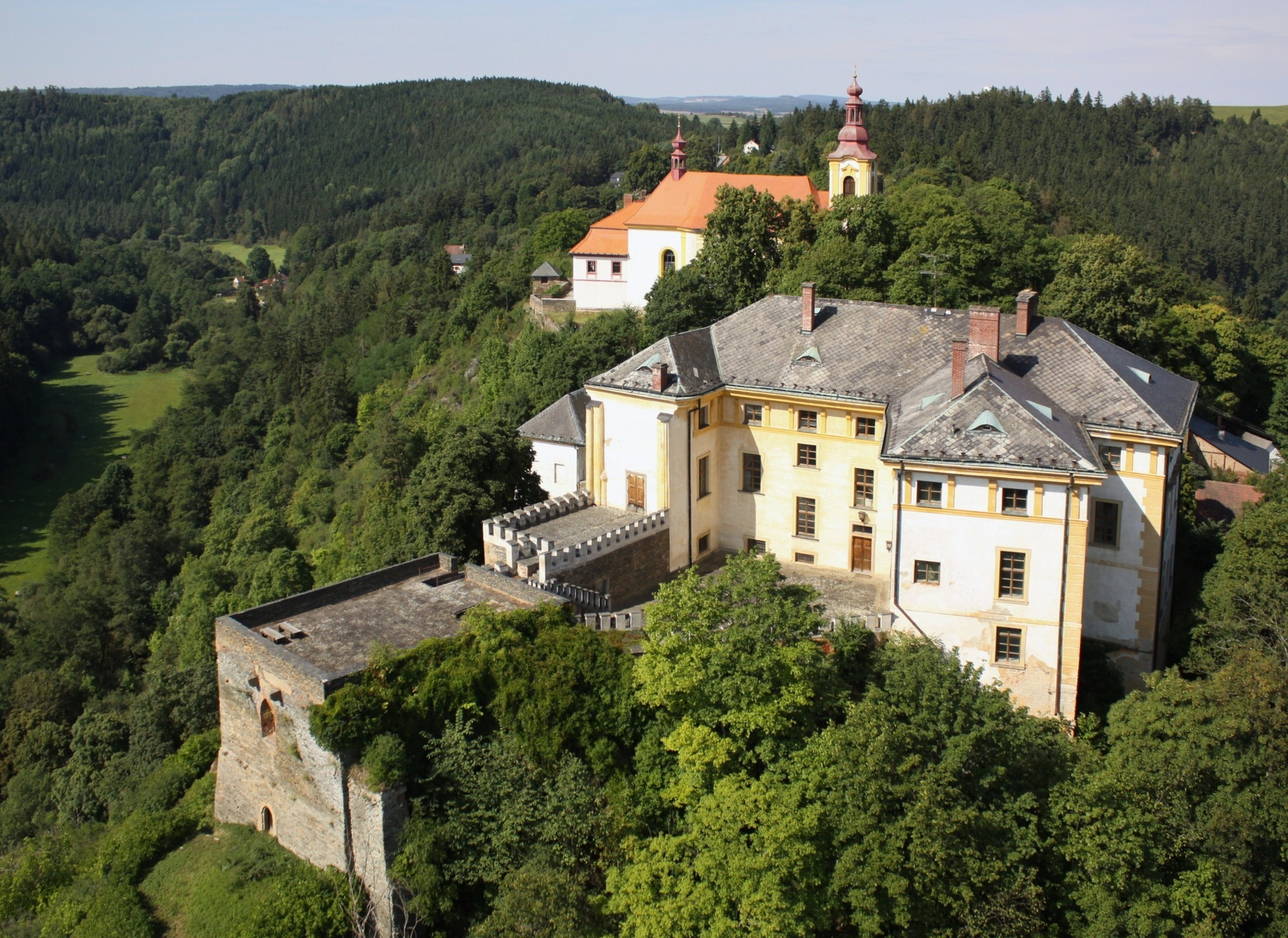
Rabštejnský zámek s pozůstatky hradu
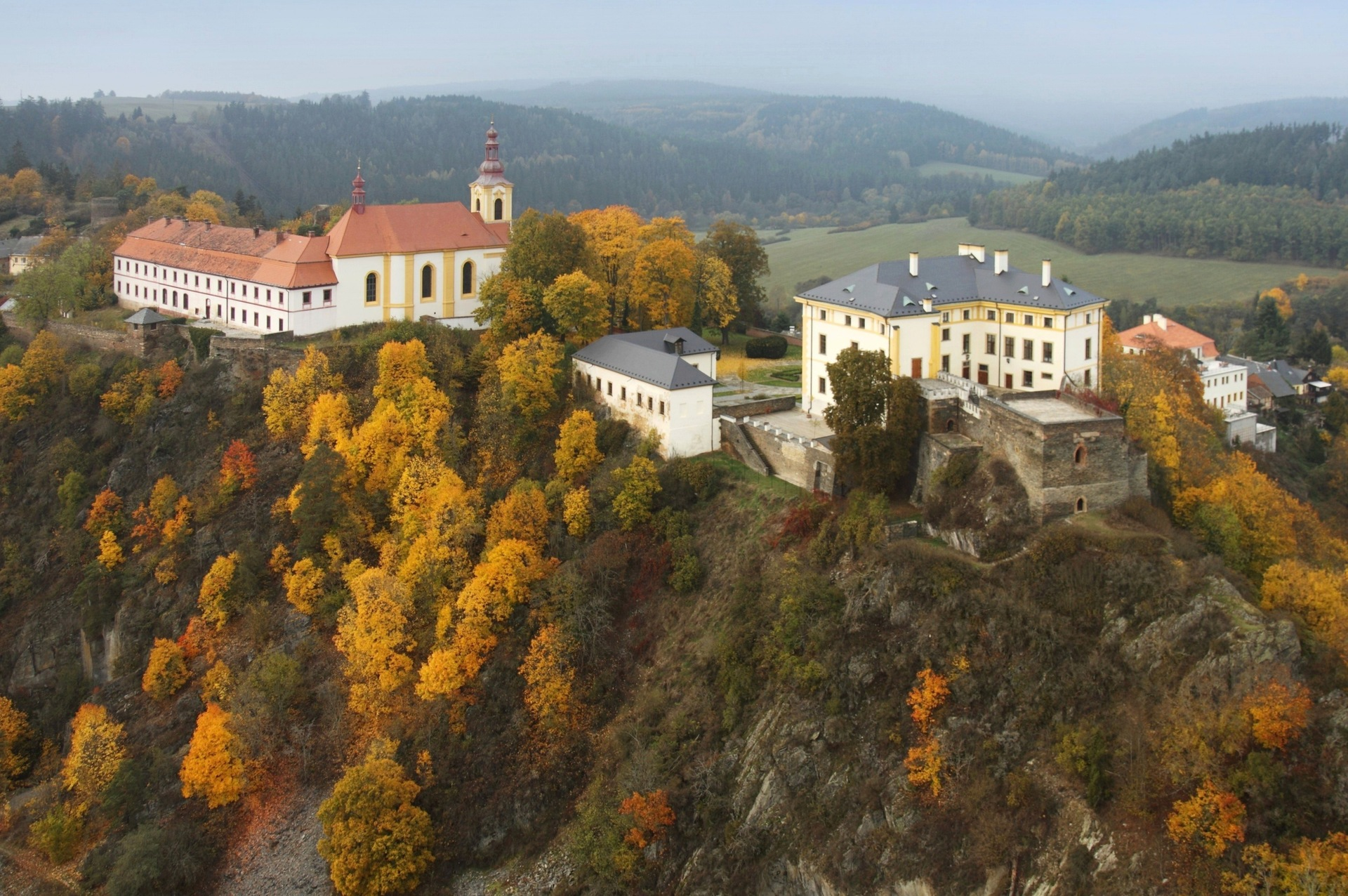
Rabštejnský zámek se servitským klášterem
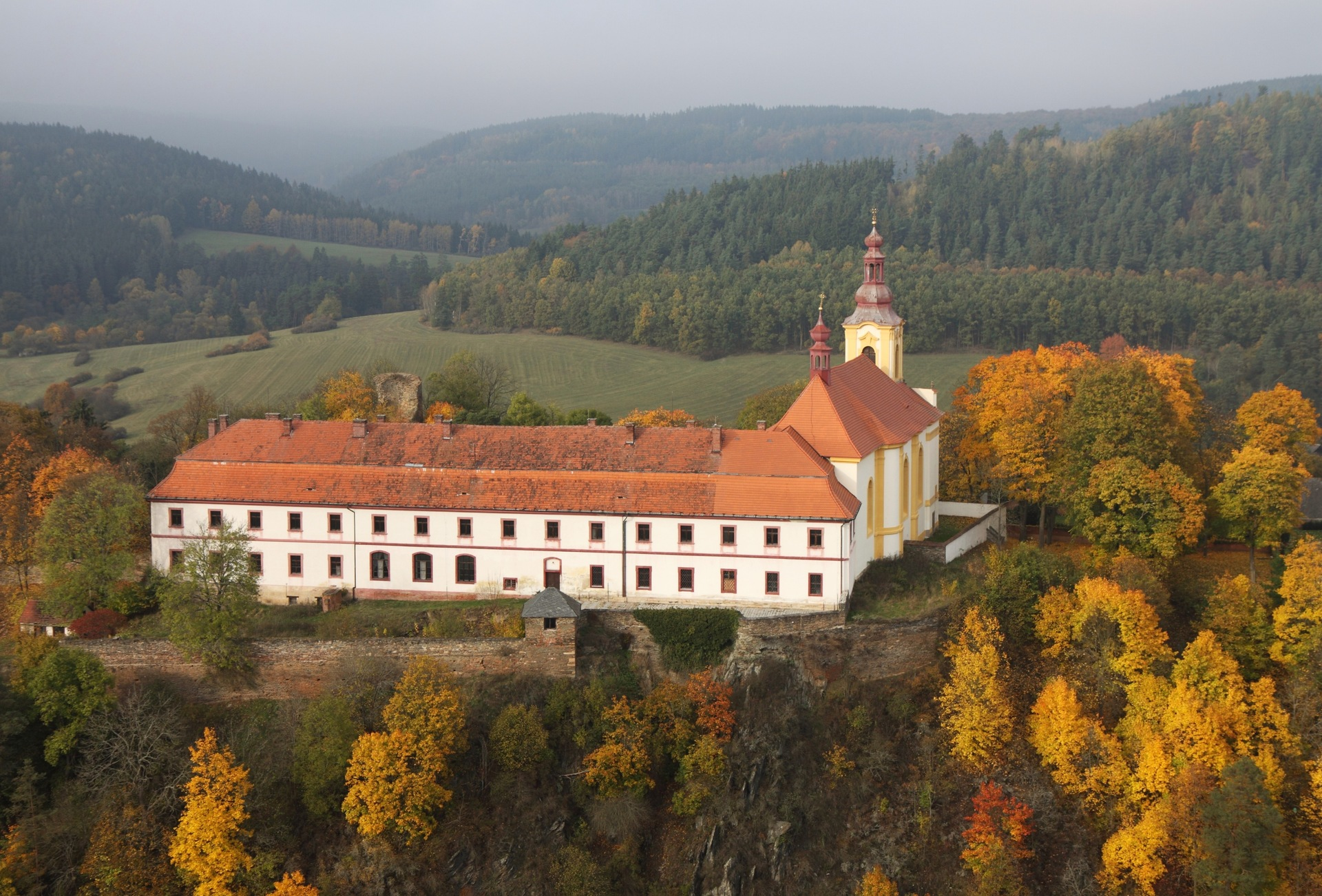
Servitský klášter
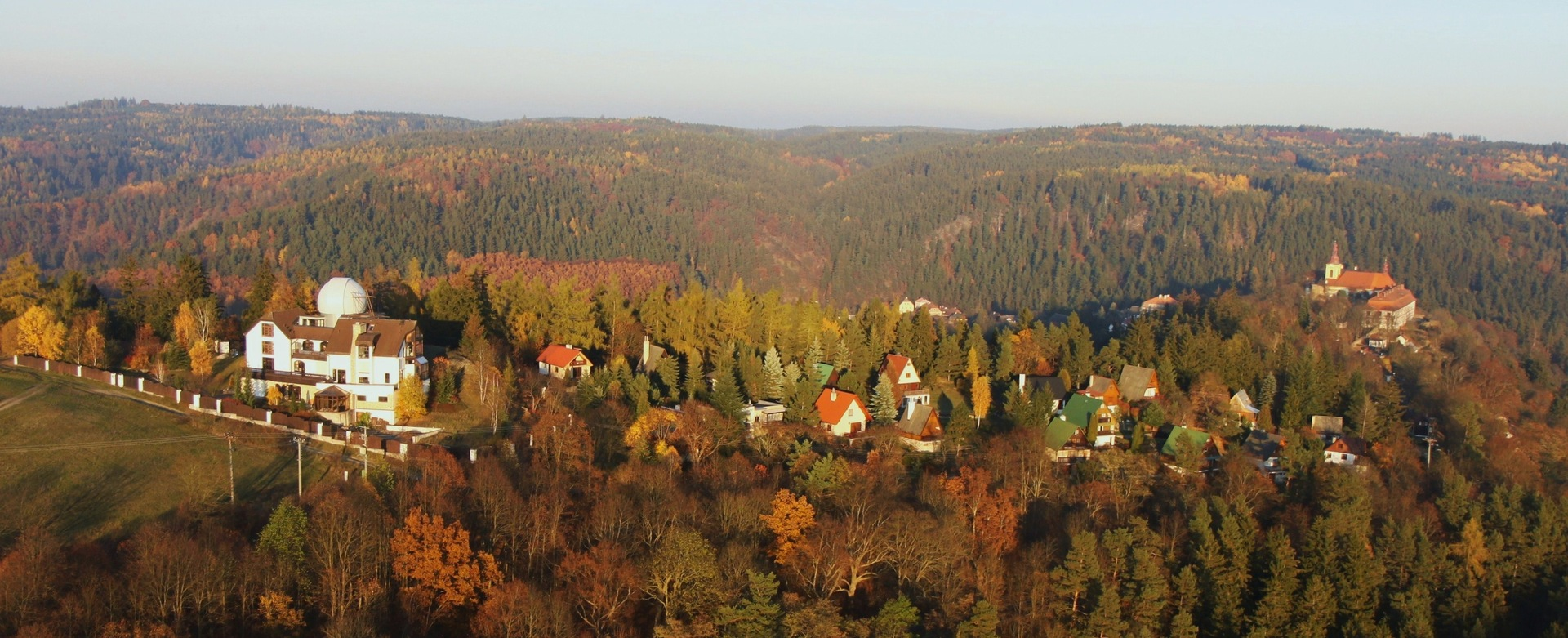
Hvězdárna
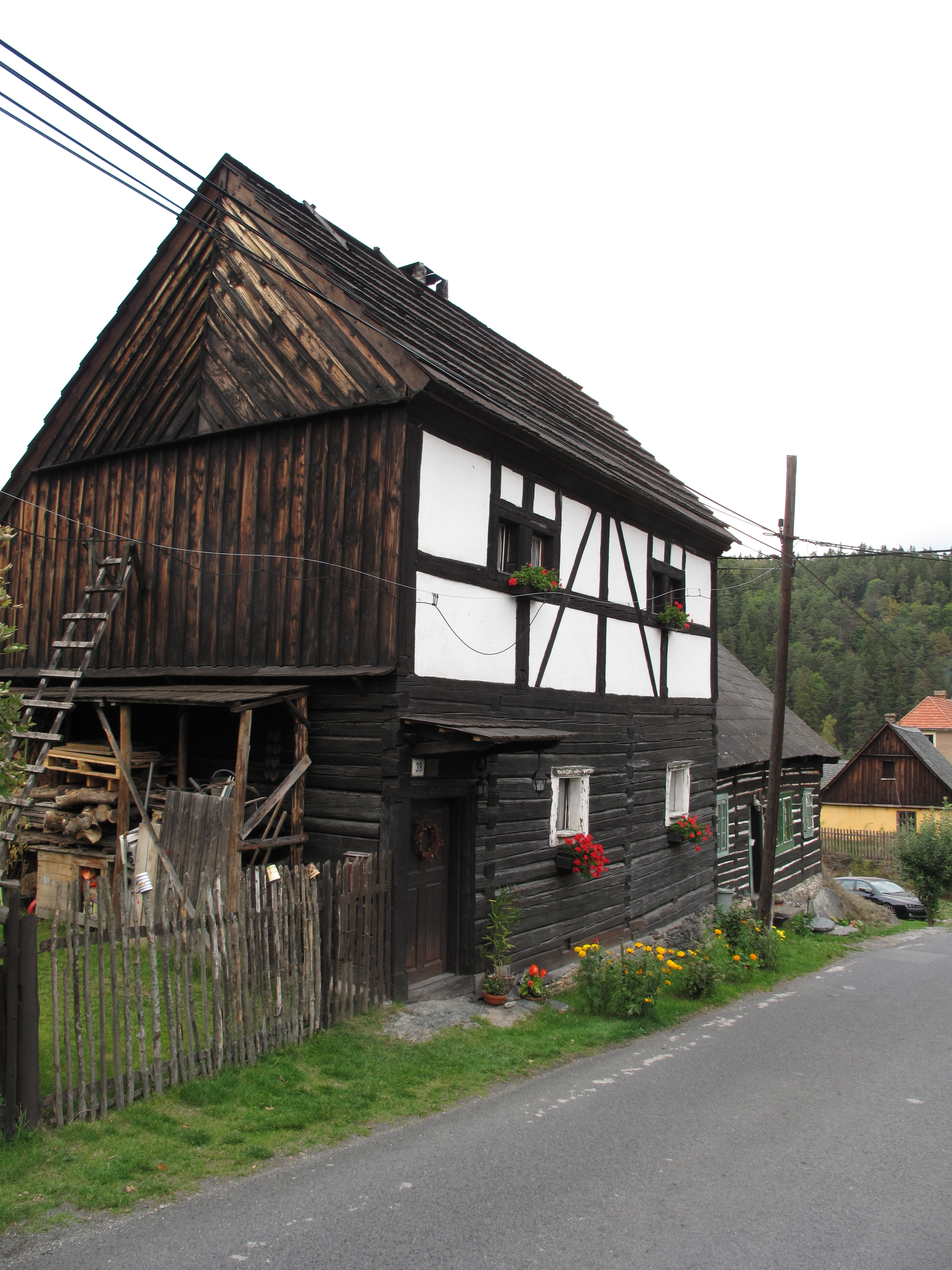
Hrázděný dům číslo 38
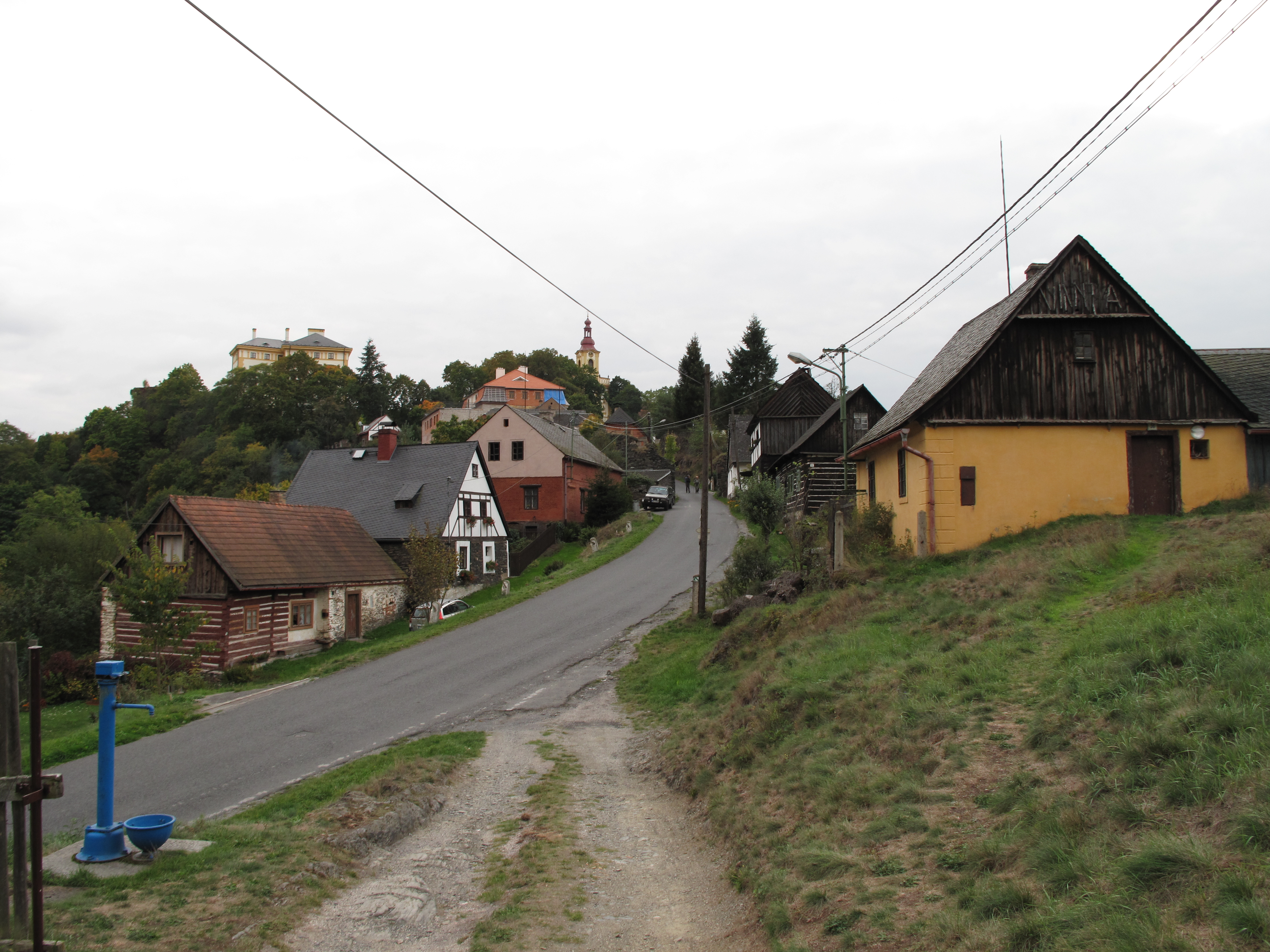
Silnice II/206 v Rabštejně nad Střelou